# Naravni logaritem
Narávni logarítem je logaritem z osnovo e, ki je iracionalna in transcendentna konstanta. Desetiška vrednost te konstante je:
2,7182818284590452353602874713526624977572470936999595749669676277240...
Naravni logaritem se označuje z ln x ali z oklepajema ln(x), loge x. Včasih tudi, če je osnova  e sama po sebi razumljiva, kot log x . 
Naravni logaritem števila {\displaystyle x\,} je potenca s katero je treba potencirati število e, da se dobi x. Naravni logaritem vrednosti e je enak 1 (ln e = 1), ker je e1 = e. Naravni logaritem od 1 je 0 (ln 1 = 0).
Naravni logaritem se lahko definira za katerokoli pozitivno realno število {\displaystyle a\,}.
Funkcija naravnega logaritma, če se jo obravnava kot funkcijo realne spremenljivke, je inverzna funkcija eksponentne funkcije, kar se zapiše na naslednji način
{\displaystyle e^{\ln x}=x\qquad {\mbox{kadar je}}\quad x>0\!\,,}
ali:
{\displaystyle \ln e^{x}=x\!\,.}
Podobno kot za vse logaritme, tudi za naravne logaritme velja:
{\displaystyle \ln(xy)=\ln x+\ln y\!\,,}
s tem pa se lahko preslika množenje v seštevanje. To pomeni, da je logaritemska funkcija izomorfizem iz grupe realnih pozitivnih števil pod množenjem v grupo realnih števil pod množenjem. To se lahko prikaže s funkcijo:
{\displaystyle \ln :\mathbb {R} ^{+}\to \mathbb {R} \!\,.}
Logaritmi se lahko definiraco za poljubno pozitivno osnovo razen 1 in ne samo za e. Vendar se logaritmi z drugimi osnovami od naravnega logaritma razlikujejo le za konstantni množitelj in so po navadi definirani z njim. Dvojiški logaritem je na primer naravni logaritem deljen z ln 2, naravnim logaritmom števila 2:
{\displaystyle \operatorname {lb} n={\frac {\ln n}{\ln 2}}\!\,,}
ki ima desetiško vrednost:
0,6931471805599453094172321214581765680755001343602552541206800094933...
Logaritmi so uporabni pri reševanju enačb pri katerih je neznanka v eksponentu kakšne druge količine. S pomočjo logaritmov se lahko na primer reši razpolovni čas, razpadna konstanta ali neznani čas v problemih eksponentnega razpada. Pomembni so v mnogih vejah matematike in znanosti, rabijo v financah pri reševanju problemov, ki vključujejo obrestne obresti.

## Zgodovina
Koncept naravnega logaritma sta obravnavala Grégoire de Saint-Vincent in Alphonse Antonio de Sarasa pred letom 1649. Njuno delo je obsegalo kvadraturo pravokotne hiperbole xy = 1 z določevanjem površine hiperboličnih izsekov. Njuna rešitev je tvorila zahtevano funkcijo »hiperboličnega logaritma«, z značilnostmi, ki so sedaj povezane z naravnim logaritmom.
Nicholas Mercator je omenil naravni logaritem v svojem delu Logarithmotechnia, objavljenem leta 1668, čeprav je londonski učitelj matematike John Speidell že leta 1619 sestavil razpredelnico z naslovom »New Logarithmes«, kjer so dejansko bili razpoložljivi naravni logaritmi. Včasih se nanašajo na Napierove logaritme, imenovane po Johnu Napieru. Napierovi izvirni logaritmi, od koder je Speidell izpeljal števila, so bili malo drugačni. V dodatku Constructia, ki je izšel po Napierovi smrti, je dodana tudi kratka razpredelnica naravnih logaritmov (pomnoženih z {\displaystyle 10^{6}}) števil 1,2,... 9,10,11,... 90,100,200,... 900,1000 do 900000 (na primer {\displaystyle \ln 10=2302583}). Avtor dodatka je verjetno Oughtred.

## Definicije
Prvi način definiranja naravnega logaritma:
Naravni logaritem ln a se lahko definira kot integral:
{\displaystyle \ln a=\int _{1}^{a}{\frac {1}{x}}\,\mathrm {d} x\!\,.}
Ta funkcija je logaritem, ker zadošča pogoju:
{\displaystyle \ln(ab)=\ln a+\ln b\!\,.}
Drugi način definiranja naravnega logaritma je v tem, da se najprej definira eksponentno funkcijo (npr. kot neskončno vrsto). Naravni logaritem se potem definira kot inverzno funkcijo.

## Značilnosti
- {\displaystyle \ln 1=0\!\,}

- {\displaystyle \ln(-1)=i\pi \quad \!\,}

(glej kompleksni logaritem)
- {\displaystyle \ln x<\ln y\quad {\rm {za}}\quad 0<x<y\!\,}

- {\displaystyle {\frac {h}{1+h}}\leq \ln(1+h)\leq h\quad {\rm {za}}\quad h>-1\!\,}

- {\displaystyle \lim _{x\to 0}{\frac {\ln(1+x)}{x}}=1\!\,.}

## Odvod
Odvod naravnega logaritma je dan z:
{\displaystyle {\frac {\mathrm {d} }{\mathrm {d} x}}\ln x={\frac {1}{x}}\!\,.}

## Taylorjeva vrsta
To pa neposredno vodi do Taylorjeve vrste za {\displaystyle \ln(x+1)} okoli 0, kar je znano kot Mercatorjeva vrsta:
{\displaystyle \ln(1+x)=\sum _{n=1}^{\infty }{\frac {(-1)^{n+1}}{n}}x^{n}=x-{\frac {x^{2}}{2}}+{\frac {x^{3}}{3}}-\cdots \quad {\rm {za}}\quad \left|x\right|\leq 1\quad \!\,}
{\displaystyle {\rm {razen\quad za}}\quad x=-1\!\,.}

## Integriranje
Naravni logaritem omogoča integracijo funkcije, ki ima obliko g(x) = f'(x)/f(x). Primitivna funkcija od g(x) je dana z ln(|f(x)|). To velja zaradi pravila načina odvajanja sestavljene funkcije in zveze:
{\displaystyle {\frac {\mathrm {d} }{\mathrm {d} x}}\left(\ln \left|x\right|\right)={\frac {1}{x}}\!\,}
ali:
{\displaystyle \int {\frac {1}{x}}\,\mathrm {d} x=\ln |x|+C\!\,}
in:
{\displaystyle \int {{\frac {f'(x)}{f(x)}}\,\mathrm {d} x}=\ln |f(x)|+C\!\,.}

## Številska vrednost
Da se izračuna vrednost naravnega logaritma poljubnega števila, se lahko Taylorjevo vrsto zapiše v obliki:
{\displaystyle \ln(1+x)=x\,\left({\frac {1}{1}}-x\,\left({\frac {1}{2}}-x\,\left({\frac {1}{3}}-x\,\left({\frac {1}{4}}-x\,\left({\frac {1}{5}}-\cdots \right)\right)\right)\right)\right)\quad {\rm {za}}\quad \left|x\right|<1\!\,.}
Boljšo konvergenco se dobi, če se uporabi:
| {\displaystyle \ln x=\ln \left({\frac {1+y}{1-y}}\right)} | {\displaystyle =2\,y\,\left({\frac {1}{1}}+{\frac {1}{3}}y^{2}+{\frac {1}{5}}y^{4}+{\frac {1}{7}}y^{6}+{\frac {1}{9}}y^{8}+\cdots \right)}                                                             |
|                                                           | {\displaystyle =2\,y\,\left({\frac {1}{1}}+y^{2}\,\left({\frac {1}{3}}+y^{2}\,\left({\frac {1}{5}}+y^{2}\,\left({\frac {1}{7}}+y^{2}\,\left({\frac {1}{9}}+\cdots \right)\right)\right)\right)\right)} |
To pa se doseže, če je y =(x – 1)/(x + 1) in x > 0.
Za ln x, kjer je x > 1, velja, da bližje je vrednost x številu 1, hitrejša je konvergenca. Izreze, ki so povezani z logaritmi, se lahko priredi, da se uporabi ta značilnost:
{\displaystyle {\begin{aligned}\ln 123,456&=\ln(1,23456\cdot 10^{2})\\&=\ln 1,23456+\ln 10^{2}\\&=\ln 1,23456+2\cdot \ln 10\\&\approx \ln 1,23456+2\cdot 2,3025851\\&=4,81588481728\ldots \!\,.\end{aligned}}}
Takšni postopki računanja so se rabili pred kalkulatorji s pomočjo numeričnih razpredelnic in z izvedbo računov kot je zgornji.
V programu za simbolno računanje Maple je naravni logaritem določen z log(n), v programu Mathematica pa z Log[z].

### Naravni logaritem števila 10
Naravni logaritem števila 10, ki ima desetiško vrednost:
2,3025850929940456840179914546843642076011014886287729760333279009675...,
je pomemben na primer pri računanju naravnih logaritmov števil predstavljenih v znanstvenem zapisu, kot mantisa pomnožena s potenco od 10. Izračuna se kot:
{\displaystyle \ln(a\cdot 10^{n})=\ln a+n\ln 10\!\,.}
To pomeni, da se lahko učinkovito izračuna logaritme števil z zelo veliko ali zelo malo velikostjo s pomočjo relativno male množice decimalk v intervalu {\displaystyle [1,10\,)}.

## Verižni ulomki
Enostavni verižni ulomki niso znani. So pa znani posplošeni verižni ulomki, kot je na primer:
{\displaystyle \log(1+x)={\frac {x^{1}}{1}}-{\frac {x^{2}}{2}}+{\frac {x^{3}}{3}}-{\frac {x^{4}}{4}}+{\frac {x^{5}}{5}}-\cdots ={\cfrac {x}{1-0x+{\cfrac {1^{2}x}{2-1x+{\cfrac {2^{2}x}{3-2x+{\cfrac {3^{2}x}{4-3x+{\cfrac {4^{2}x}{5-4x+\ddots }}}}}}}}}}\!\,}
{\displaystyle \log \left(1+{\frac {2x}{y}}\right)={\cfrac {2x}{y+{\cfrac {x}{1+{\cfrac {x}{3y+{\cfrac {2x}{1+{\cfrac {2x}{5y+{\cfrac {3x}{1+\ddots }}}}}}}}}}}}={\cfrac {2x}{y+x-{\cfrac {(1x)^{2}}{3(y+x)-{\cfrac {(2x)^{2}}{5(y+x)-{\cfrac {(3x)^{2}}{7(y+x)-\ddots }}}}}}}}\!\,}

## Kompleksni logaritmi
Eksponentno funkcijo se lahko razširi na funkcije, ki dajo kompleksno število kot ex za poljubno kompleksno število x. Eksponentno funkcijo se lahko obrne tako, da se tvori kompleksni logaritem, ki ima večino značilnosti običajnih logaritmov. Pri tem pa nastopita dve težavi. Ne obstoja x, za katerega bi veljalo ex =  0. Prav tako velja e2πi = 1 = e0. 
Tako logaritmi ne morejo biti definirani za celotno kompleksno ravnino. 
- Grafi naravnega logaritma v kompleksni ravnini (glavna vejitev)
- z = Re(ln(x+iy))
- z = Im(ln(x+iy))
- Superpozicija treh grafov.

## V naravi in tehniki
Funkcija naravnega logaritma se pojavlja v mnogih enačbah fizike in tehnike. Na primer:
- enačba Ciolkovskega predstavlja gibanje rakete v praznem prostoru kot sistem s spremenljivo maso:

{\displaystyle \Delta v=-v_{\rm {e}}\ln \left(1+Z\right)\!\,.}
- relaksacija prebojne napetosti v plinu v homogenem električnem polju (Paschenov zakon):

{\displaystyle V_{\rm {bmin}}=e{\frac {b}{a}}\ln \left(1+{\frac {1}{\gamma }}\right)\!\,.}